# Pavillon de Malidor
Le pavillon de Malidor est une maison située à proximité du Lude, dans le département français de la Sarthe (département).

## Description

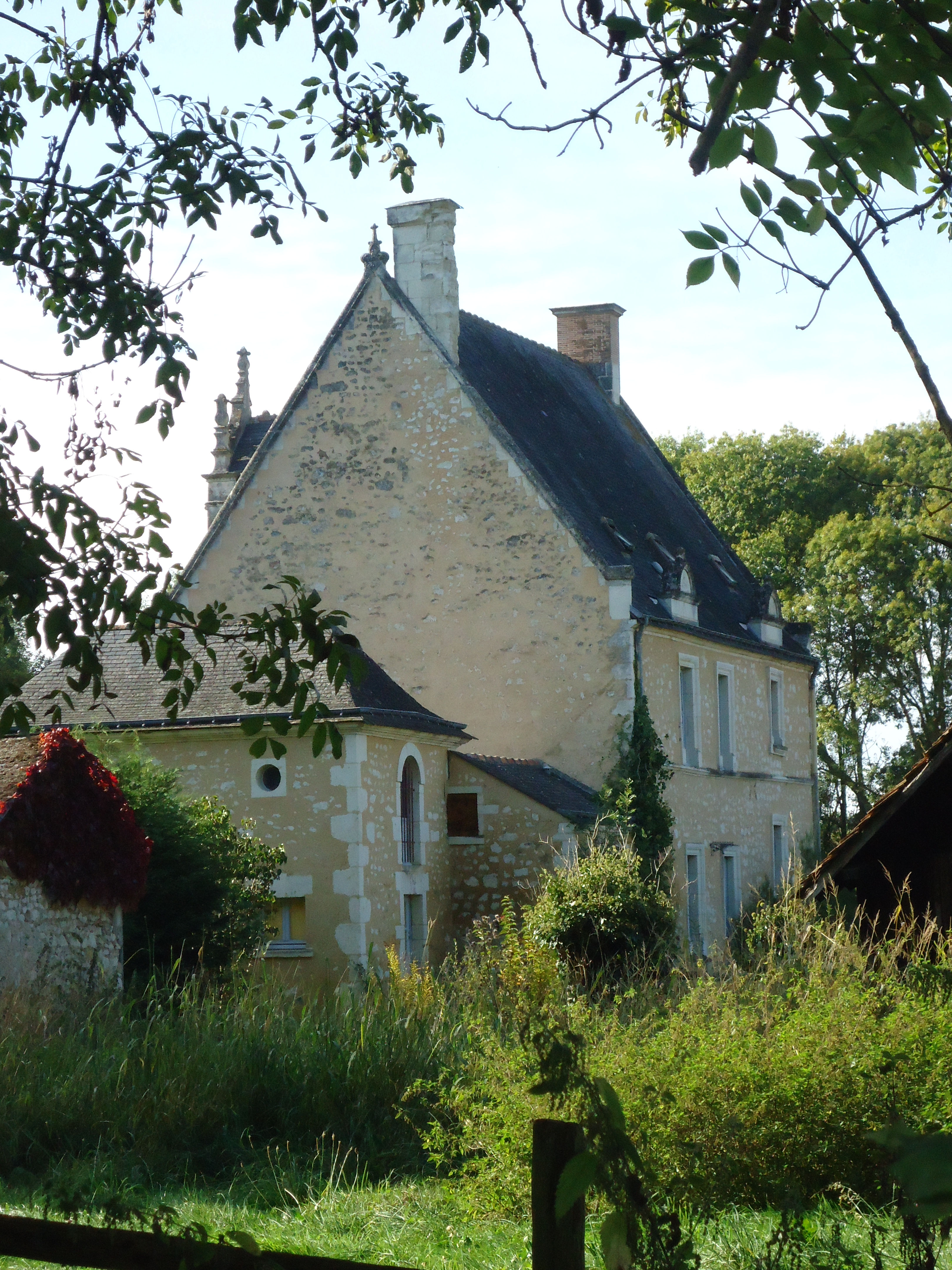
Le pavillon Malidor (Vue sud-est).

## Historique
L'édifice est inscrit au titre des monuments historiques depuis le 19 décembre 1973.